# Václav Hanuš (politik)
Václav Hanuš (* 7. května 1955) je bývalý český politik, člen Občanské demokratické strany, na přelomu 20. a 21. století poslanec Poslanecké sněmovny.

## Biografie
Ve volbách v roce 1998 byl zvolen do poslanecké sněmovny za ODS (volební obvod Východočeský kraj). Ve sněmovně setrval do voleb v roce 2002. Byl členem sněmovního výboru pro sociální politiku a zdravotnictví. V roce 2003 se mohl vrátit do sněmovny, byl totiž prvním náhradníkem po poslanci ODS Petru Kottovi, který byl pro opilost vyloučen z klubu. Kott ale na poslanecký mandát nerezignoval a Hanuš tak zůstal mimo parlament.
V komunálních volbách roku 1994 a komunálních volbách roku 1998 byl zvolen do zastupitelstva obce Benecko za ODS. Neúspěšně sem kandidoval i v komunálních volbách roku 2002 a komunálních volbách roku 2006. Profesně se k roku 2002 uvádí jako nezaměstnaný, k roku 2006 coby podnikatel. V roce 1998 se uvádí jako místostarosta Benecka.